# Marcus Titius Lustricus Bruttianus
Marcus Titius Lustricus Bruttianus war ein römischer Militär, Politiker und Senator zur Zeit der Kaiser Domitian, Nerva, Trajan und Hadrian.
Durch den Fund eines Militärdiploms wurde bekannt, dass Bruttianus im Jahre 108 zusammen mit Quintus Pompeius Falco Suffektkonsul gewesen war. Bei Grabungen in den Jahren 2011 bis 2014 wurde in Vaison-la-Romaine (Vasio Vocontiorum), seinem Heimatort, eine Ehreninschrift gefunden, die seinen vollen Namen und seinen Karriereverlauf überliefert.
Bruttianus war Sohn eines Marcus (Titius) aus dem Tribus Voltinia. Zu Beginn seiner Karriere war er Militärtribun einer Legion, Quästor der Provinz Achaea, kurulischer Ädil und Prätor, womit er die frühen Stationen seines cursus honorum durchlief.  Später hatte Bruttianus neben zwei Legionskommanden, als Legat der Legio I Italica und der Legio X „Augusta“, von denen zumindest eines in die Zeit der trajanischen Dakerkriege (101–106 n. Chr.) gehört, Funktionen in folgenden Provinzen: in Achaea als Prokonsul, in Africa als prokonsularer Legat, als legatus Augusti pro praetore (Statthalter) in Cilicia, als Legat beim Heer in Germania inferior und superior und schließlich bei den Heeren in Judaea und Arabia.
Seine Teilnahme am Dakerkrieg brachte ihm bedeutende militärische Auszeichnungen ein, darunter eine goldene Wallkrone (corona vallaris), eine goldene Mauerkrone (corona muralis), drei reine Speere (hastae purae) und drei Feldzeichen (vexilla), verliehen durch Kaiser Trajan. Seine Rolle als Legat der Heere in Judäa und Arabia fällt vermutlich in die Zeit des Bar-Kochba-Aufstands (132–135 n. Chr.) unter Kaiser Hadrian. Er war Mitglied des Priesterkollegs der Septemviri Epulones und fungierte zudem als Schutzherr (patronus) des gallischen Stammes der Haeduer.
Zuvor kannte man ihn nur aus einem Brief des jüngeren Plinius als Senator. Plinius schildert darin einen Prozess vor Kaiser Trajan, den Bruttianus als Provinzstatthalter gegen seinen comes Montanius Atticinus angestrengt hatte, der von Bruttianus bei zahlreichen Schandtaten ertappt worden war. Atticinus setzte seinen Schandtaten damit die Krone auf, dass er den von ihm Hintergangenen anklagte. Der Prozess ging Plinius zufolge zu Bruttianus’ Gunsten aus, der durch das Gerichtsverfahren sein persönliches Prestige sogar noch gesteigert habe. Denn er konnte für sich nicht nur das testimonium integritatis, die Anerkennung seiner Integrität, reklamieren, sondern erwarb sich auch den Ruhm der unbeirrten Standhaftigkeit (constantiae gloria).